# Nicole Boroczinski
Nicole Boroczinski (* 28. August 1986 in Erlabrunn) ist eine ehemalige deutsche Fußballspielerin, die von 2007 bis 2008 im Erstligakader des VfL Wolfsburg stand.

## Karriere
Boroczinski begann ihre Karriere 2002 beim damaligen Regionalligisten FC Erzgebirge Aue, mit dem sie 2004 in die 2. Bundesliga aufstieg. Ende 2005 verließ sie die Erzgebirgler, um ein Studium an der Anglia Ruskin University in Cambridge aufzunehmen, spielte jedoch im ersten Halbjahr 2006 noch mehrmals für den Zweitligisten Tennis Borussia Berlin. Zur Saison 2007/08 wechselte sie zum Erstligisten VfL Wolfsburg, den sie zum Jahresende 2008 nach 26 Bundesligaspielen verließ. 

## Erfolge
- 2004: Aufstieg in die 2. Bundesliga mit dem FC Erzgebirge Aue